# Pselliophora praefica praefica
Pselliophora praefica praefica is een tweevleugelige uit de familie langpootmuggen (Tipulidae). De soort komt voor in het Oriëntaals gebied.